# Palazzo Caracciolo di Torella
Il Palazzo Caracciolo di Torella, noto anche come Palazzo Carafa di Policastro, è un edificio di valore storico e architettonico di Napoli ubicato in largo Ferrandina, nel quartiere Chiaia. Esso fronteggia la settecentesca facciata del Palazzo della Cavallerizza a Chiaia.

## Storia
Fu edificato nella prima metà del XVIII secolo dai Carafa duchi di Forlì del Sannio e conti di Policastro Bussentino e successivamente ceduto ai Caracciolo, principi di Torella dei Lombardi. Il palazzo visse momenti di splendore nel primo Ottocento, quando la figlia di Giuseppe Cristoforo Saliceti, divenuta principessa per aver sposato un Caracciolo di Torella, vi organizzava ricevimenti con la nobiltà napoletana. 
Fu la residenza napoletana di Carl Mayer von Rothschild prima che egli nel 1841 acquisisse la Villa Acton sulla Riviera di Chiaia. Nel 1851 abitarono nel palazzo il barone Emanuele Calcagno e lo storico William Temple. Il palazzo appartenne poi a Giuseppe Caracciolo di Torella, sindaco di Napoli dal 1889 al 1891. Oggi è un condominio di lusso in ottime condizioni di conservazione.

## Descrizione
Il palazzo, costruito su tre piani, presenta un ordine gigante di paraste composite e balconi con balaustre che sono coronati alternativamente con timpani triangolari e lunettati; al piano superiore le finestre sono coronate da una trabeazione e le due parti angolari del piano sono terrazzate.
Il portale è racchiuso tra due colonne in marmo bianco ed è sormontato dallo stemma dei Carafa della Spina. Il balcone centrale del piano nobile riprende la composizione del portale sottostante, con la ripresa dello stemma dei Caracciolo sorretto da festoni di frutta. La facciata si conclude con un cornicione composto da mensole scanalate.
L'interno è caratterizzato dall'androne, composto da archi ribassati e decorato in stucco; il cortile è rettangolare e ospita la scala composta da gradini in piperno e da due statue classicheggianti che poggiano su i rispettivi basamenti. Riguardo agli interni, in quello che era l'appartamento di rappresentanza del piano nobile si conserva un grande affresco di Fedele Fischetti più altri ambienti con decori d'inizio '900; in un altro appartamento due sale posseggono dei dipinti sovrapporta di Giacinto Diano.